# Paul Stovall
Paul L. Stovall (Wichita, 16 agosto 1948 – San Diego, 9 gennaio 1978) è stato un cestista statunitense, professionista nella NBA e nella ABA.

## Carriera
Venne selezionato dai Los Angeles Lakers al secondo giro del Draft NBA 1972 (22ª scelta assoluta).